# Adolf VII. (Schaumburg)
Adolf VII. (* ca. 1297; † 5. Juni 1354) war der älteste Sohn von Adolf VI. und Helene von Sachsen-Lauenburg. Er regierte Holstein-Pinneberg und die Stammgrafschaft Schauenburg von 1315 bis 1353. Sein ältester Sohn, der spätere Adolf VIII., folgte ihm als Herrscher.
Er war zweimal verheiratet. Seine erste Frau war Hedwig von Schwalenberg. Seine zweite Frau war Heilwig zur Lippe († 26. August 1364/1369), Tochter von Simon I., die er 1322 heiratete. Das Paar hatte folgende Kinder:
- Adolf († 1370); Graf von Holstein-Schauenburg (1354–1370)
- Gerhard († 1366); Bischof von Minden (1361–1366)
- Simon, Erzdiakon in Osen († 1361)
- Otto (* um 1330; † 1404); Graf von Holstein-Schauenburg (1366–1404)  ⚭ 25. Juni 1368 Mathilde von Braunschweig-Lüneburg († nach 1410)
- Bernhard, Kanon in Hamburg († 1419)
- Heilwig
- Adelheid ⚭ Heinrich IV. von Sternberg († nach 1385); Vorfahre der Grafen von Sternberg
- Mechtild; wurde Nonne